# Camden Lock
La Camden Lock ou  Hampstead Road Locks est une écluse double sur le Regent's Canal située à Camden Town, dans le borough londonien de Camden.
L'écluse a été construite en 1813. En 2014, à l'occasion du bicentenaire, l'association Canal & River Trust, rend accessible aux visiteurs pendant deux jours le fond de l'écluse vidée de son eau pour sensibiliser la population au cout des opérations d'entretien du patrimoine fluvial du XIXe siècle.